# TA3
TA3 — первый частный информационный телеканал Словакии. Руководителем телеканала является Мартин Илавский (с 27 марта 2012).

## История
Первую фактическую трансляцию телеканал провёл 11 сентября 2001, освещая теракты в Соединённых Штатах. Официальное открытие состоялось 23 сентября 2001. Владельцем телеканала является предприятие Grafobal Group, спонсирует его также C.E.N. С 24 апреля 2013 телеканал вещает во 2-м мультиплексе цифрового телевидения и при помощи спутника.

## Вещание
Телеканал TA3 вещает с 6 утра и до часа ночи по будням (по выходным с 7 утра до часа ночи). С недавних пор действует телетекстовая система Ring TV. В эфире выходят выпуски новостей Словакии и мира, экономики и спорта, а также культурные программы, документальные фильмы и политические ток-шоу.